# Euphorbia awashensis
Euphorbia awashensis är en törelväxtart som beskrevs av Michael George Gilbert. Euphorbia awashensis ingår i släktet törlar, och familjen törelväxter. Inga underarter finns listade i Catalogue of Life.

## Bildgalleri

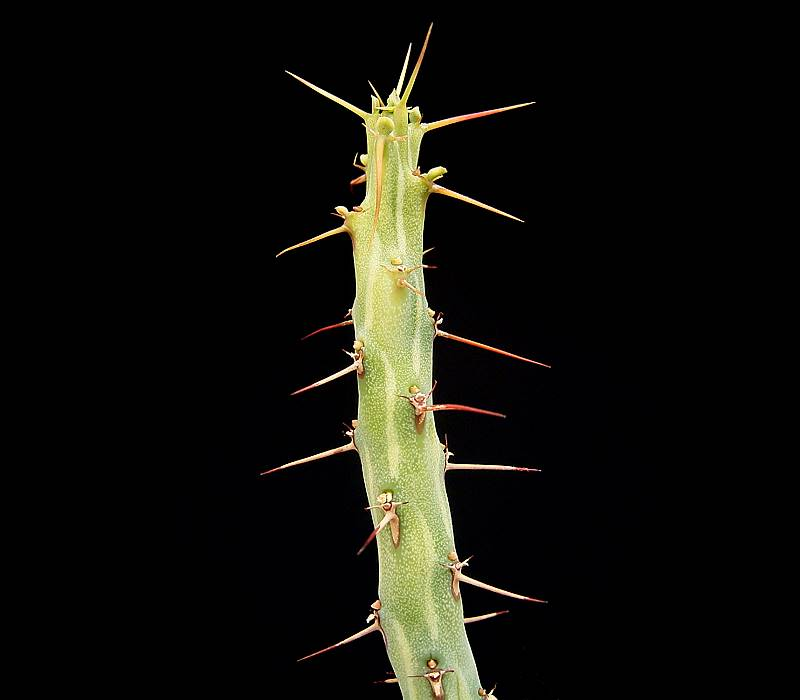
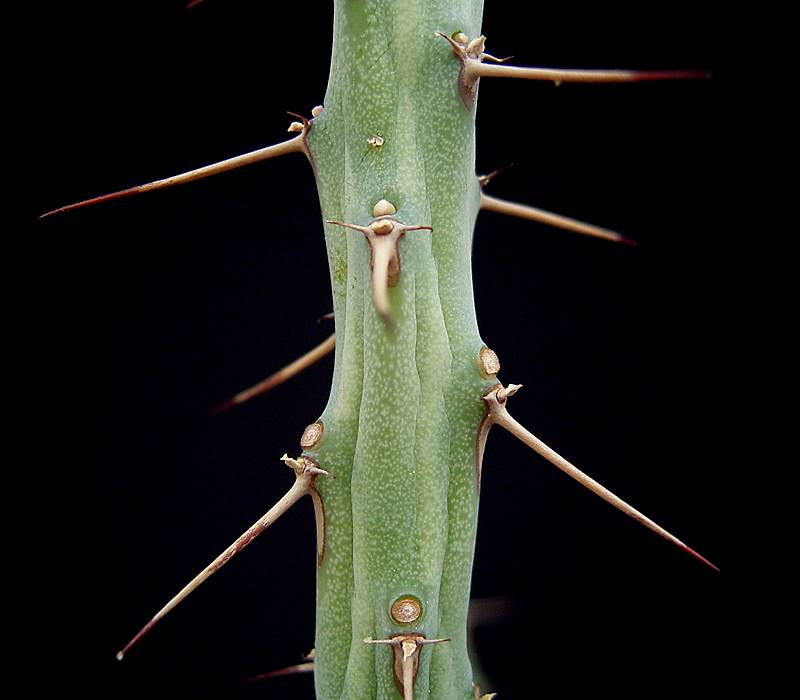
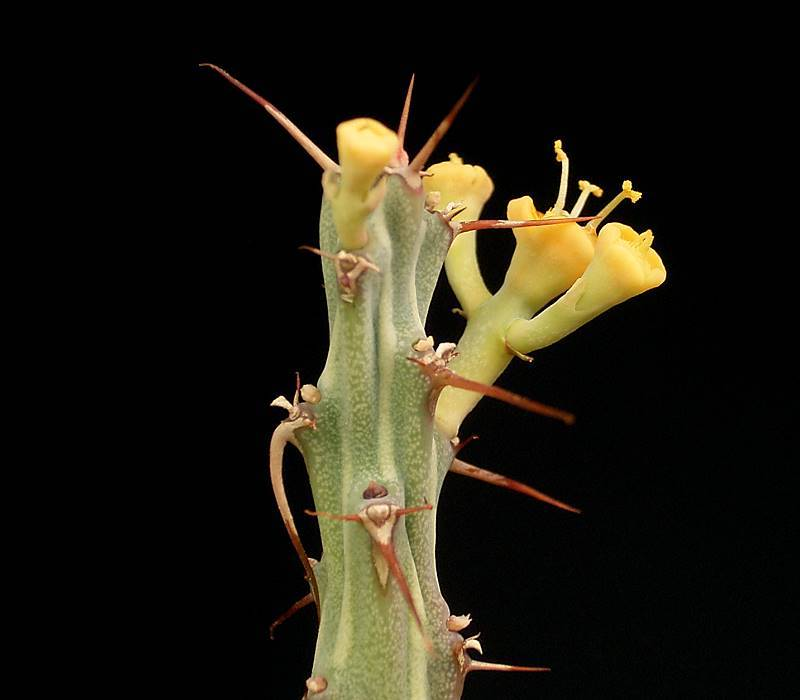